# Anastazija Pavljučenkova
Anastazija "Nastja" Sergejevna Pavljučenkova (rus. Анастасия Сергеевна Павлюченкова, Samara, 3. srpnja 1991.) ruska je profesionalna tenisačica. S 14 je godina osvojila juniorski Australian Open, pobjedom nad Caroline Wozniacki. Titulu je obranila sljedeće, 2007. godine, a u međuvremenu je pobijedila i na juniorskom US Openu.
Pavljučenkova je profesionalnu karijeru započela 2005. godine i do sada ima 5 osvojenih WTA turnira u pojedinačnoj konkurenciji (Monterrey 2010., 2011. i 2013., Istanbul 2010. te Oeiras 2013.)
Anastazijini su roditelji Marina (bivša plivačica) i Sergej (kanuist olimpijac). Počela je igrati tenis sa 6 godina. Nakon što je dvije godine provela u kampu Patricka Mouratogloua u Francuskoj, od 2009. trener joj je bio brat Aleksandr. Godine 2013. trenerica joj je postala bivša teniska zvijezda Martina Hingis.
Pavljučenkova govori ruski, engleski i francuski jezik.

## Stil igre
Pavljučenkova je igračica osnovne crte, čija je omiljena podloga zemlja. Glavni joj je udarac forehand paralela.

## Osvojeni turniri

### Pojedinačno (5 WTA)
| Br. | Datum             | Turnir         | Suparnica u finalu   | Rezultat      |
| 1.  | 7. ožujka 2010.   | Monterrey      | Daniela Hantuchová   | 1:6, 6:1, 6:0 |
| 2.  | 1. kolovoza 2010. | Istanbul       | Jelena Vesnina       | 5:7, 7:5, 6:4 |
| 3.  | 6. ožujka 2011.   | Monterrey (2.) | Jelena Janković      | 2:6, 6:2, 6:3 |
| 4.  | 7. travnja 2013.  | Monterrey (3.) | Angelique Kerber     | 4:6, 6:2, 6:4 |
| 5.  | 4. svibnja 2013.  | Oeiras         | Carla Suárez Navarro | 7:5, 6:2      |

## Rezultati na Grand Slam turnirima
| Grand Slam      | 2007. | 2008. | 2009. | 2010. | 2011. | 2012. | 2013. |
| --------------- | ----- | ----- | ----- | ----- | ----- | ----- | ----- |
| Australian Open | -     | -     | 1k    | 2k    | 3k    | 2k    | 1k    |
| Roland Garros   | -     | 2k    | 3k    | 3k    | 1/4F  | 3k    |       |
| Wimbledon       | 1k    | 3k    | 2k    | 3k    | 2k    | 2k    |       |
| US Open         | -     | 2k    | 1k    | 4k    | 1/4F  | 2k    |       |

## Plasman na WTA ljestvici na kraju sezone
| 2006. | 2007. | 2008. | 2009. | 2010. | 2011. | 2012. | 2013. |
| ----- | ----- | ----- | ----- | ----- | ----- | ----- | ----- |
| 402.  | 281.  | 45.   | 39.   | 21.   | 16.   | 36.   |       |

## Vanjske poveznice
- Službena stranica (rus.)(engl.)
- Profil na stranici WTA Toura